# Frederick William Stevens
Frederick William Stevens (ur. 11 listopada 1847 w Bath, zm. 3 marca 1900 w Bombaju) angielski architekt.

## Życiorys
W 1867 został wysłany jako inżynier do Pune w Indiach. Po roku pobytu został przeniesiony do Bombaju, gdzie w 1877 zostało mu powierzone zaprojektowanie dworca kolejowego Victoria Terminus. Zmarł na malarię.